# گل قهر و آشتی
گل ناز (نام علمی: Mimosa pudica) گیاهی یکساله یا چندساله با خصوصیتِ نادرِ واکنش به تکان یا شکستن است. این گیاه به حرکت واکنش سریع نشان داده و وقتی به هر قسمت از آن دست می‌زنید برگ‌های کوچک همان قسمت، خود را جمع می‌کند (تنجش)، مثل یک موجود زنده که قهر کرده باشد و حدوداً بعد از ۴–۵ دقیقه برگ‌هایش را باز می‌کند که به مثابه آشتی کردن اوست. این گیاه بومی آمریکای جنوبی و آمریکای مرکزی است.

## ویژگی‌ها
گل قهر و آشتی بیشتر به خاطر حرکات سریع گیاهی شناخته شده‌است. همچون تعدادی از گونه‌های گیاهی دیگر، این گیاه قادر است در هنگام خواب یا تغییر محیط، جهت‌گیریِ برگ‌ها را تغییر دهد. در این گیاه، شاخ و برگ‌ها در هنگام تاریکی بسته شده و در هنگام روشنایی باز می‌شوند. همچنین به عوامل محیطی دیگر، همچون تکان، تماس، گرما و وزش با بستن برگ‌ها واکنش نشان می‌دهد. وسپس گل بسته می‌شود.

## آزمایشحافظه گیاهیبر روی گل قهر و آشتی

واکنش تَنجش

گل قهر و آشتی (میموزا پودیکا) به عنوان گیاه حساس یا یک گیاه لمسی شناخته می‌شود. مونیکا گاگلیانو از دانشگاه استرالیای غربی و همکارانش آزمایش‌های خود را طوری طراحی کردند که گویی این گیاه واقعاً یک حیوان است. آنها خاطرات کوتاه و بلند مدت این گیاه را در محیط‌های کم نور و با نور زیاد با ریختن مکرر آب روی آنها با استفاده از یک دستگاه طراحی شده سفارشی آموزش دادند. دانشمندان نشان می‌دهند که چگونه گل قهر و آشتی وقتی متوجه شدند که این اختلال مکرر هیچ عواقب مخرب واقعی نداشته‌است، برگ‌های خود را نمی‌بندند. از همه قابل توجه تر این بود که این گیاهان قادر بودند آنچه را که برای چندین هفته آموخته بودند، حتی پس از تغییر شرایط محیطی، به خاطر بسپارند. به‌طور شگفت‌انگیزی، گل قهر و آشتی می‌تواند پاسخ‌های آموخته شده را حتی زمانی که به مدت یک ماه در محیطی مطلوب‌تر رها شود، نشان دهد. زیست شناسان در مقاله‌ای که به صورت آنلاین در مجله اکولوژی (مجله بین‌المللی) منتشر شده‌است، که آنها نوشتند که این تغییر رفتاری نسبتاً طولانی مدت در نتیجه تجربه قبلی، با تداوم اثرات عادت کردن مشاهده شده در بسیاری از حیوانات مطابقت دارد. و توضیح دادند: «گیاهان ممکن است فاقد مغز و بافت عصبی نباشند، اما دارای یک شبکه پیام‌رسانی پیچیده مبتنی بر کلسیم در سلول‌های خود هستند که شبیه به فرآیندهای حافظه حیوانات است.»

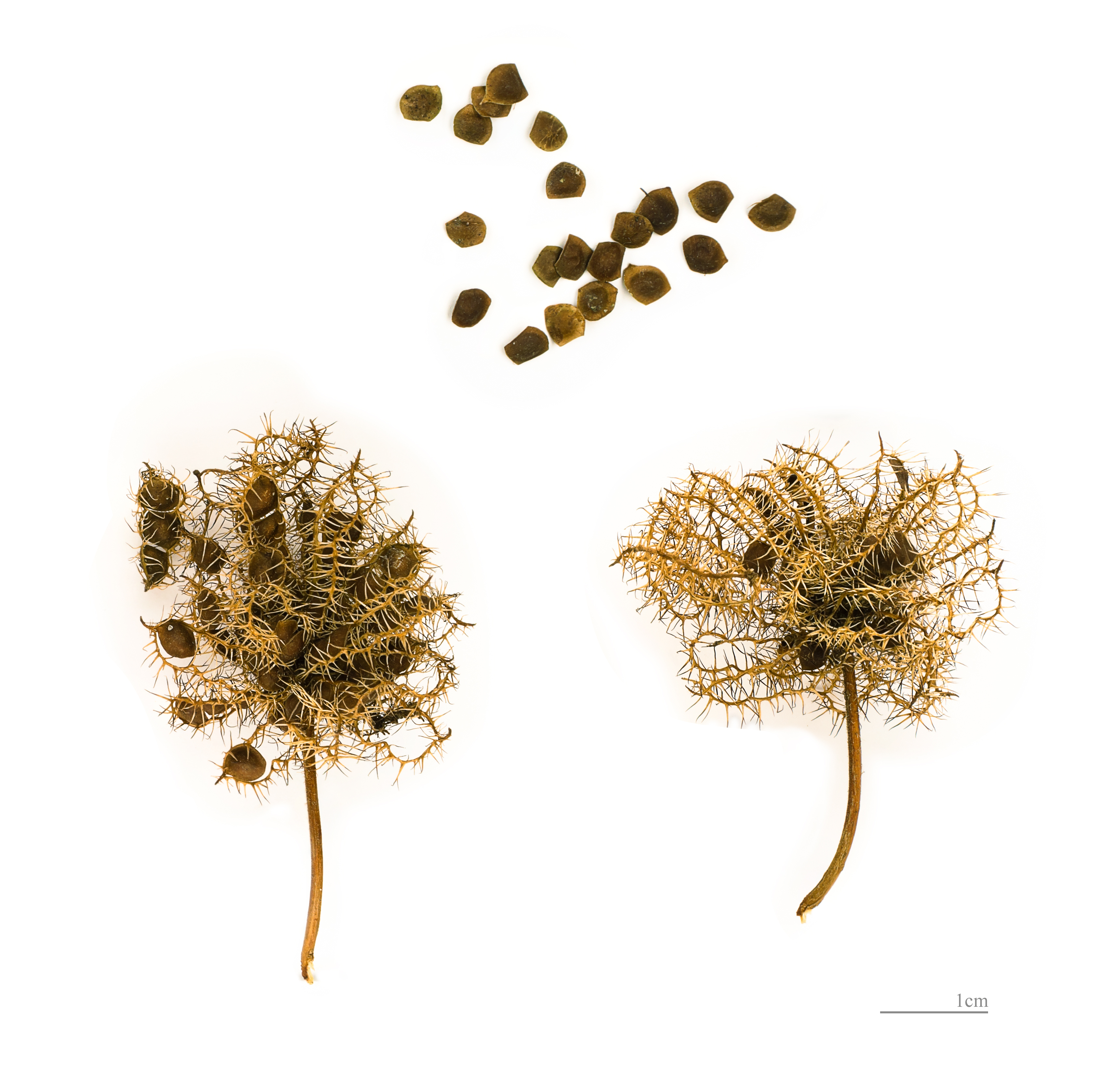
فرم بذرها